# أحمد عسكر
أحمد عسكر ، (25 أغسطس 1961-)، لاعب نادي العربي الكويتي ومنتخب الكويت السابق.

## عن حياته وبداياته الرياضية
ولد أحمد غلوم عسكر حسن في الكويت بتاريخ (25 أغسطس 1961) وبدأ حياته الرياضية لاعب مهاجم في المراحل السنية في صفوف نادي العربي الكويتي بعدما إنضم اليه ، وساعدته شهرته ما بين اقرانه على الانضمام لصفوف العربي في العام 1972 ، ومازاد من إرتباطه بالنادي وجود شقيقه الاكبر علي عسكر لاعب النادي انذاك حيث يرافقه خلال التدريبات ويشاهد اللاعبين المشهورين أمثال عبد الرحمن الدولة ومرزوق سعيد وجواد مقصيد ، وجاءت نقطة التحول في مشوارة الكروي حينما شاهده المدرب الاسكتلندي ديف مكاي عندما تعاقد معه نادي العربي الكويتي في عام 1978 وقد إستعان به ، وابدى اعجابه به ونقله من الهجوم الى الوسط ولتكون مشاركته الاولى مع الفريق في كأس الإتحاد أمام نادي القادسية والتي توج بها فريقه بعد فوزه بالركلات الترجيحية بالرغم من أنه قد اضاع خلالها احدى ركلات الترجيح.

## مع المنتخب
بدأت مشاركته الدولية الرسمية مع منتخب الكويت في كأس الخليج العربي 6 عام 1982 في أبوظبي ، وكان لاعبا أساسيا في اغلب تلك المباريات لكن لم يشركه الا أمام منتخب السعودية التي إنتهت بفوز منتخب الكويت 1-0 عن طريق اللاعب مؤيد الحداد ، كما أشركه المدرب بدلا من عبدالعزيز حسن في الشوط الثاني امام منتخب قطر في المباراة الاخيرة ، وآخر استدعاء له لصفوف الازرق الكويتي بعد مونديال 1982، كان من قبل المدرب البرازيلي أنطونيو فيريرا خلال استعدادات منتخب الكويت لتصفيات اولمبياد سيول 1988.

## أهداف حاسمة
ساهم احمد عسكر بتحقيق العديد من البطولات مع ناديه في حقبة الثمانينيات بدءا من دوري 1979- 1980 ، بعدما كانت الألقاب غائبة عن سجلات ناديه لمدة 10 سنوات ، ويعد إحراز الثلاثية الدوري الكويتي 1983–84 ووكأس الأمير وبطولة مجلس التعاون الخليجي 1983 من أبرز الانجازات لجيله ، ولعل هدفه الذي سجله في نهائي كأس الأمير 1982/1983 كان الأبرز في حياته الرياضية.

## التدريب بعد الاعتزال
ودع أحمد عسكر الملاعب في يناير 1994 أمام غريمه نادي القادسية وإنتهت لصالح النادي العربي 2-0، علما بانه وطوال مشواره الكروي لم ينل سوى بطاقة صفراء واحدة كانت امام القادسية عندما دخل في نقاش وعتاب مع الحكم غازي الكندي بعد اصابة حارس المرمي سمير سعيد بالفك أثر كرة مشتركة مع لاعب نادي القادسية ، وبعد الإعتزال إتجه لمجال التدريب وأشرف على الفرق السنيةبالنادي العربي حتى تولى تدريب الفريق الاول عام 2016.